# Provins
Provins [proven] je historické město ve Francii s asi 12 000 obyvateli. Leží na soutoku řek Durteint a Voulzie v departementu Seine-et-Marne asi 90 km jihovýchodně od Paříže. Pro své středověké hradby a další památky v dobře zachovaném stavu bylo v roce 2001 zapsáno na Seznamu světového dědictví UNESCO. Mezi tradiční produkty patří pěstování růží a výroba růžového medu a cukrovinek. V roce 2008 město navštívilo přes 220 tisíc turistů.

## Geografie
Město leží na soutoku řek Durteint a Voulzie a skládá se z výše položeného Horního města (Ville Haute) na severozápadě a Dolního města (Ville Basse) na východě a jihu.
Sousední obce: Mortery, Rouilly, Saint-Brice, Vulaines-lès-Provins, Sourdun, Poigny a Chalautre-la-Petite.

## Historie
Místo bylo osídleno už v paleolitu, Římané zde vybudovali pevnost Agendicum, kterou roku 485 dobyl Chlodvík I. Město se poprvé zmiňuje v roce 802, ale je podstatně starší. Od 9. do 13. století se zde konaly největší trhy v kraji a z této doby pochází také většina zdejších památek včetně hradeb.

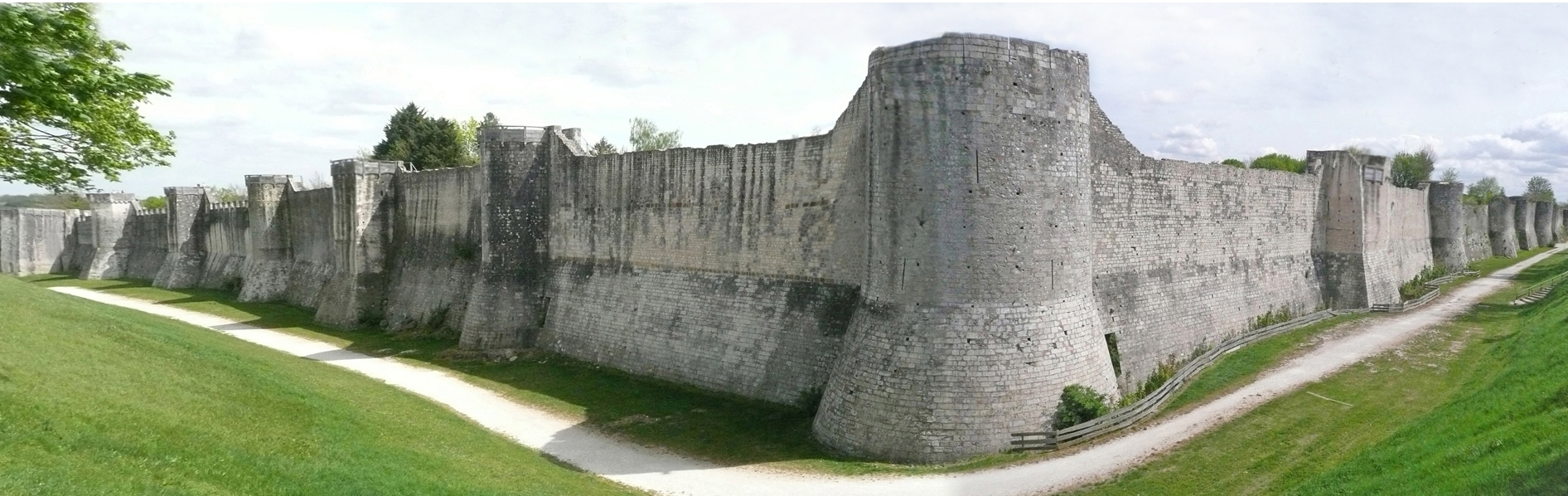
Panorama hradeb

## Památky města
- Městské hradby ze 12.-13. století. Z původní délky asi 5 km se zachovala hlavně severozápadní část kolem Horního města o délce asi 1200 m s příkopem, 22 věžemi různého tvaru a se dvěma branami ze 14. století.
- Věž César, pevnostní stavba z 12. století se střechou z 16. století ve východní části Horního města
- La grange aux dîmes, obchodní skladiště o třech podlažích ze 13. století
- Románský dům (12, Rue du Palais), dnes muzeum Provins a okolí.
- Kapitulní kostel Saint-Quiriace z 12. století nebyl nikdy dostavěn. Tvoří jej chór s ochozem, příční loď a torzo hlavní lodi. Nad křížením je vysoká kopule ze 17. století. K jižní stěně chóru přiléhá bývalá kapitulní síň ze 13. století, dnes sakristie.
- Gotický kostel Saint Ayoul z 12. století v Dolním městě
- Kostel Svatého kříže v Dolním městě ze 12. století, přestavěný v 16. století.
- Podzemí Horního města, rozsáhlá spleť středověkých tunelů, přístupná turistům.
- Růžový sad (Roseraie) o rozloze 3 ha severozápadně od Horního města.

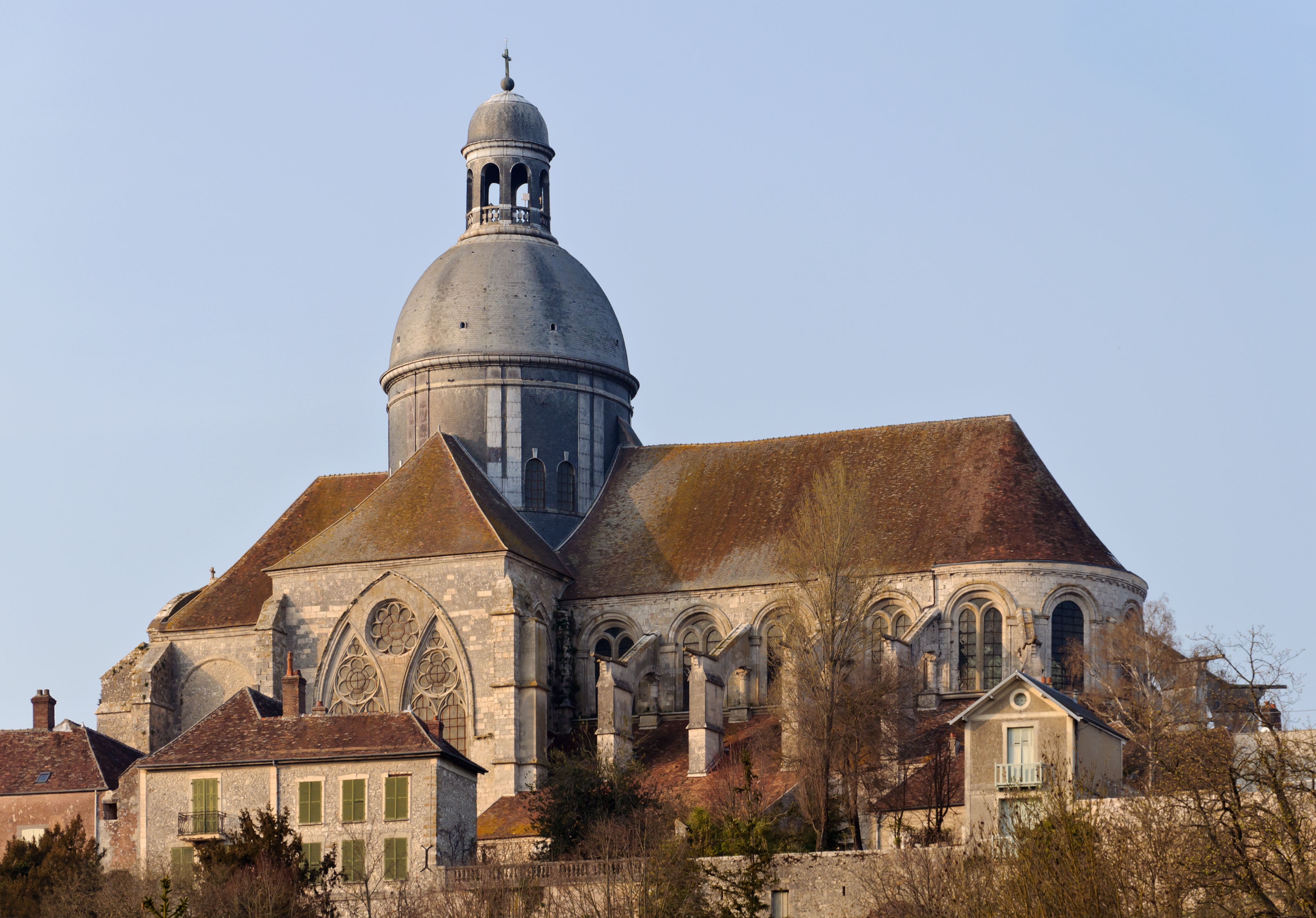
Kostel St-Quiriace
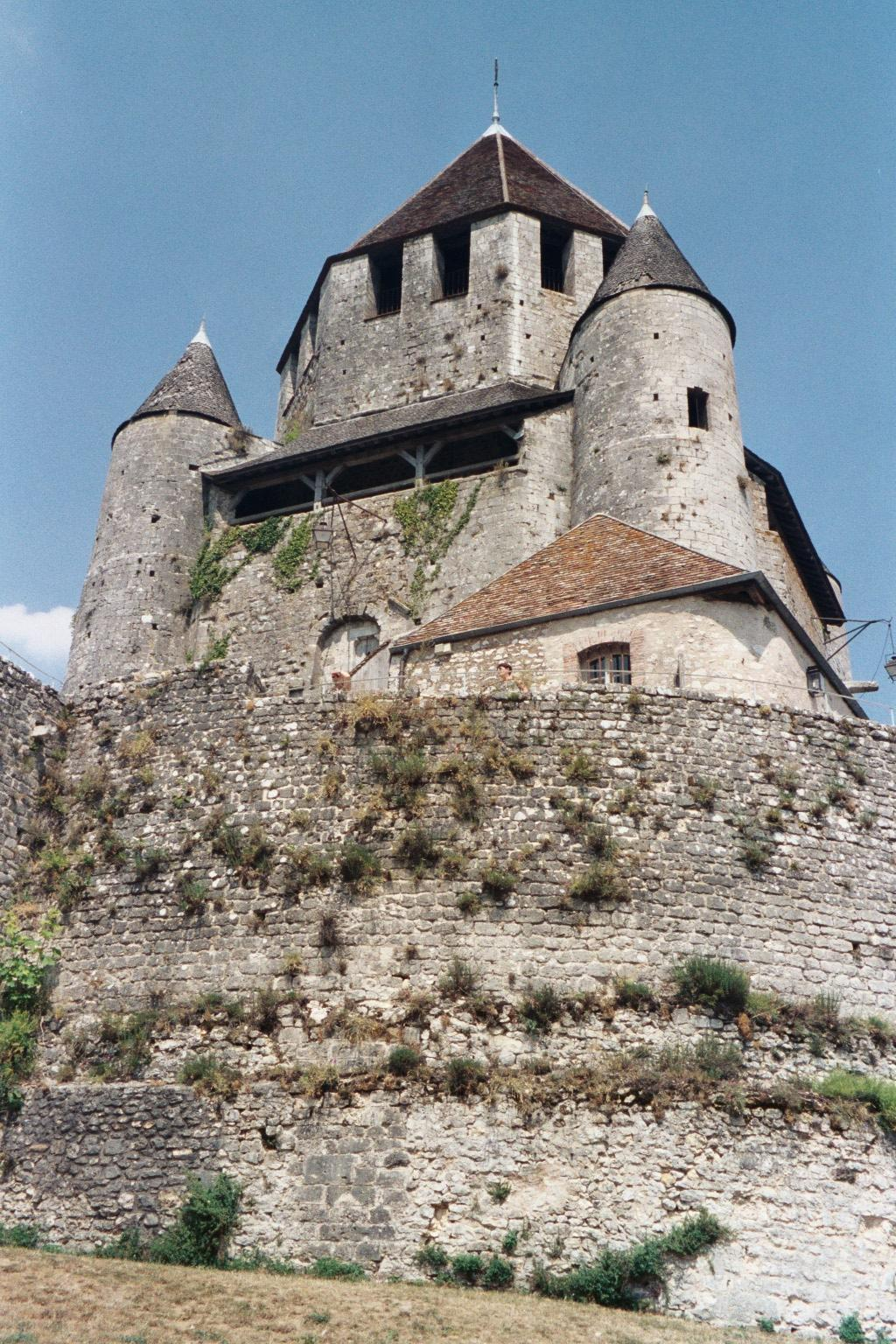
Věž César
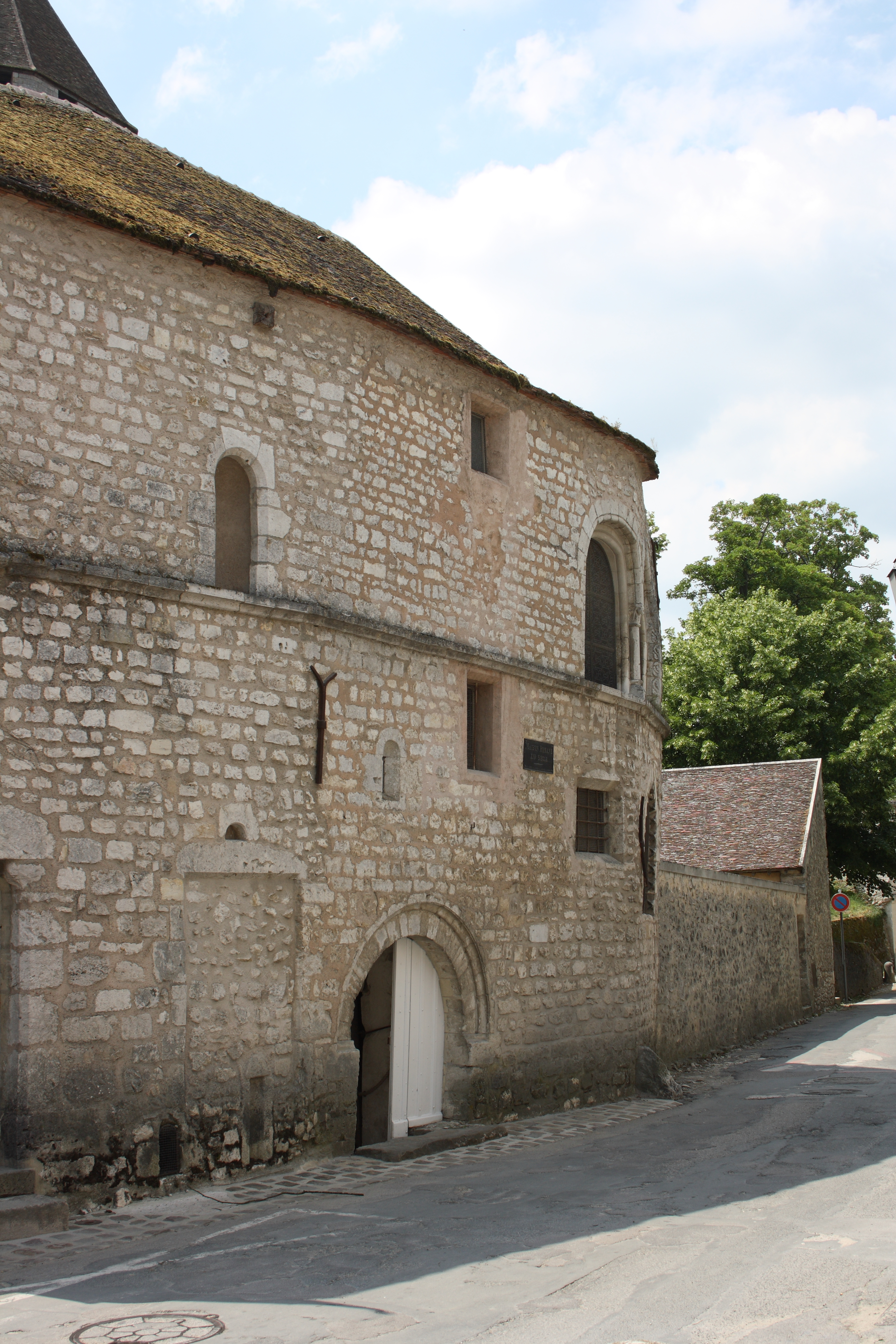
Románský dům
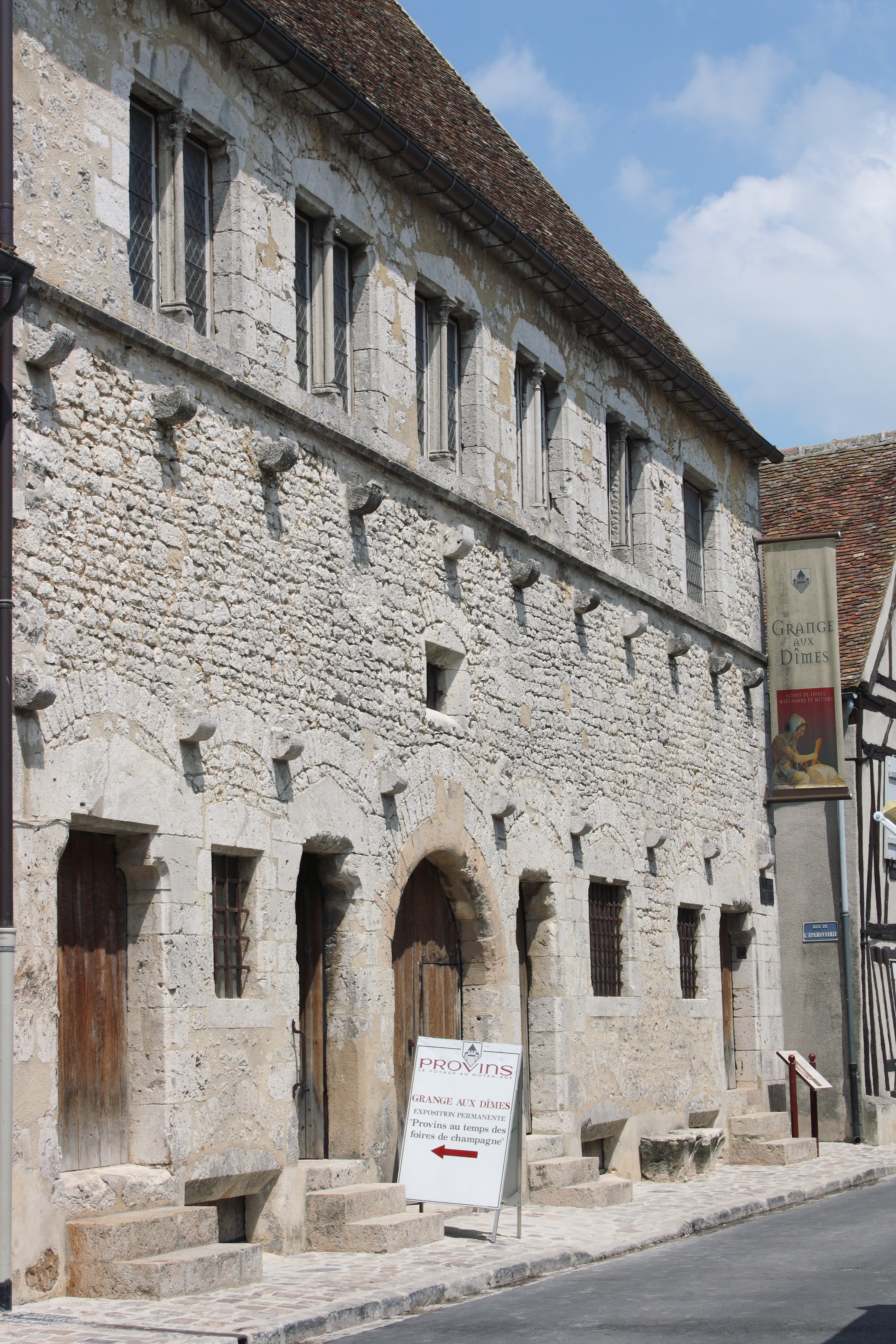
Grange aux dimes
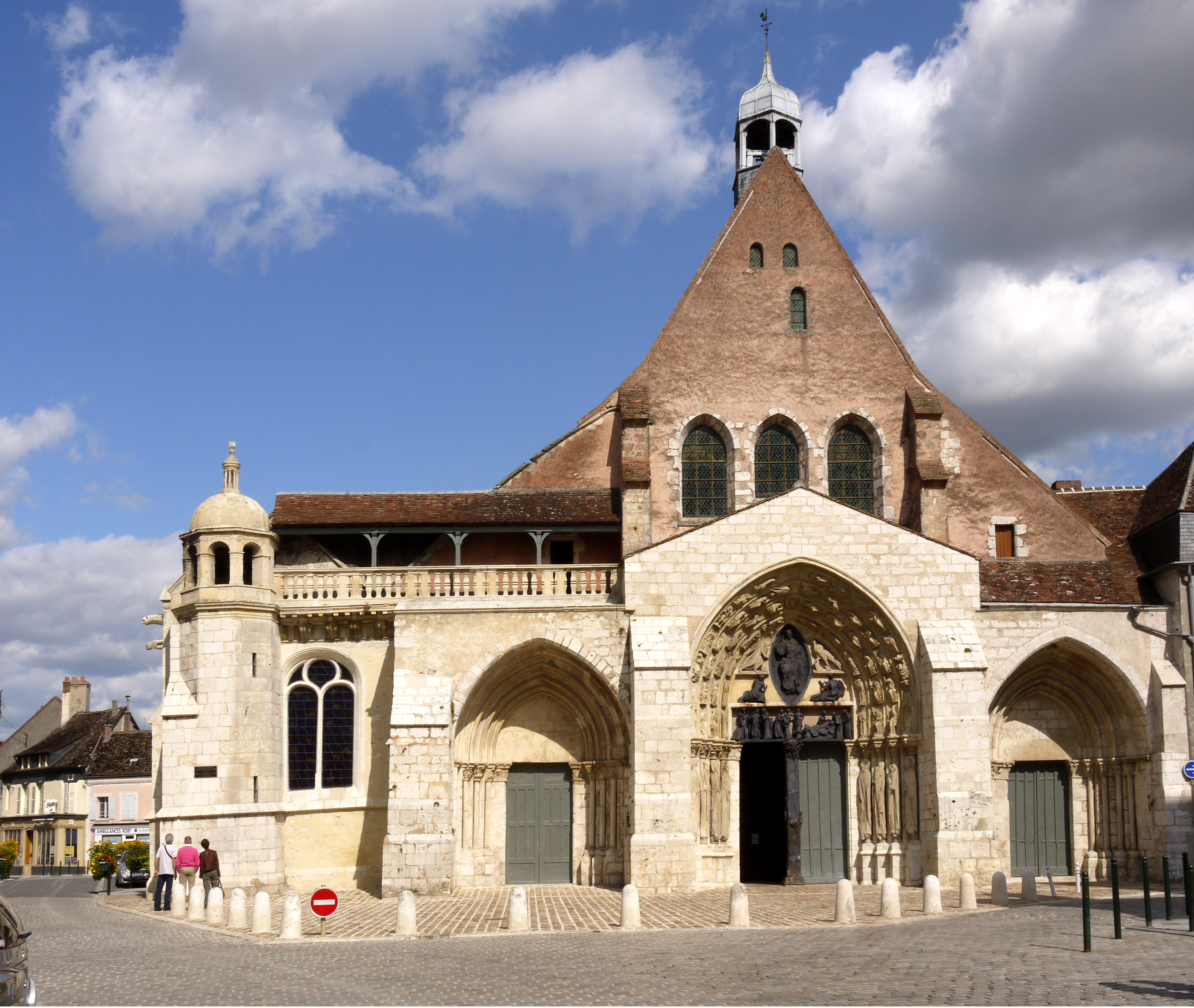
Kostel St-Ayoul

## Vývoj počtu obyvatel
Počet obyvatel

## Partnerská města
- Bendorf, Německo
- Pching-jao, Čína